# Lagos
Lagos (/ˈleɪɡɒs/; în yoruba: Èkó) este cel mai mare oraș din Nigeria, cu 13.123.000 de locuitori în orașul principal și peste 21.000.000 de locuitori în întreaga metropolă (2015, estimare). Lagos a fost până în anul 1991 capitala Nigeriei, fiind înlocuit de Abuja. Este cel mai mare oraș din Africa (urmat de Cairo și Alger). De asemenea, Lagos este al doilea oraș de pe continent după tempoul de creștere, după Abuja, și una din cele mai mari aglomerații urbane din lume.
Orașul s-a dezvoltat dintr-un mic sat al poporului Yoruba. Lagos a fost dominat de două puteri europene devenind un centru comercial și industrial din Nigeria.

## Geografie
Orașul se situează pe țărmul Golfului Guineea. Orașul se întinde pe uscat și pe câteva insule din împrejurimi. 
Lagos se află într-o zonă tropicală. Media anuală a temperaturii este de 26,8 °C. Media precipitațiilor anuale sunt de 1.626 mm. Temperaturile maxime pe tot anul sunt în medie între 28 și 33 °C, iar cele minime între 21 și 23 °C. Anotimpul ploios este între mai și octombrie. În iunie plouă cel mai mult (336 mm), iar în ianuarie cel mai puțin (40 mm).

### Clima
| Date climatice pentru Lagos                    | Date climatice pentru Lagos | Date climatice pentru Lagos | Date climatice pentru Lagos | Date climatice pentru Lagos | Date climatice pentru Lagos | Date climatice pentru Lagos | Date climatice pentru Lagos | Date climatice pentru Lagos | Date climatice pentru Lagos | Date climatice pentru Lagos | Date climatice pentru Lagos | Date climatice pentru Lagos | Date climatice pentru Lagos |
| Luna                                           | Ian                         | Feb                         | Mar                         | Apr                         | Mai                         | Iun                         | Iul                         | Aug                         | Sep                         | Oct                         | Nov                         | Dec                         | Anual                       |
| ---------------------------------------------- | --------------------------- | --------------------------- | --------------------------- | --------------------------- | --------------------------- | --------------------------- | --------------------------- | --------------------------- | --------------------------- | --------------------------- | --------------------------- | --------------------------- | --------------------------- |
| Maxima medie °C (°F)                           | 32.2 (90)                   | 33.1 (91,6)                 | 32.7 (90,9)                 | 32.1 (89,8)                 | 30.9 (87,6)                 | 29.2 (84,6)                 | 28.1 (82,6)                 | 28.1 (82,6)                 | 28.9 (84)                   | 30.4 (86,7)                 | 31 (88)                     | 31.9 (89,4)                 | 30,72 (87,29)               |
| Minima medie °C (°F)                           | 22.3 (72,1)                 | 23.5 (74,3)                 | 23.8 (74,8)                 | 23.6 (74,5)                 | 23.1 (73,6)                 | 22.6 (72,7)                 | 22.1 (71,8)                 | 21.7 (71,1)                 | 21.9 (71,4)                 | 22.3 (72,1)                 | 22.6 (72,7)                 | 22.4 (72,3)                 | 22,66 (72,78)               |
| Ploaie mm (inches)                             | 14.3 (0.563)                | 42 (1.65)                   | 77.1 (3.035)                | 142.4 (5.606)               | 204.8 (8.063)               | 312.2 (12.291)              | 256.9 (10.114)              | 112.4 (4.425)               | 167.1 (6.579)               | 135.8 (5.346)               | 54 (2.13)                   | 19 (0.75)                   | 1.538 (60,55)               |
| Nr. mediu de zile ploioase                     | 1.5                         | 2.7                         | 6.4                         | 8.9                         | 12.4                        | 16.2                        | 13.2                        | 11.6                        | 12.7                        | 10.9                        | 4.9                         | 1.4                         | 102,8                       |
| Ore însorite                                   | 164.3                       | 169.5                       | 173.6                       | 180                         | 176.7                       | 114                         | 99.2                        | 108.5                       | 114                         | 167.4                       | 186                         | 192.2                       | 1.845,4                     |
| Sursa nr. 1: World Meteorological Organization |                             |                             |                             |                             |                             |                             |                             |                             |                             |                             |                             |                             |                             |
| Sursa nr. 2: Hong Kong Observatory (sun only)  |                             |                             |                             |                             |                             |                             |                             |                             |                             |                             |                             |                             |                             |

## Demografie
În Lagos, precum și în multe alte metropole din lume, creșterea populației are loc în cartiere. Surse neoficiale vorbesc deja de o populație de 15.000.000 de locuitori în Lagos. 

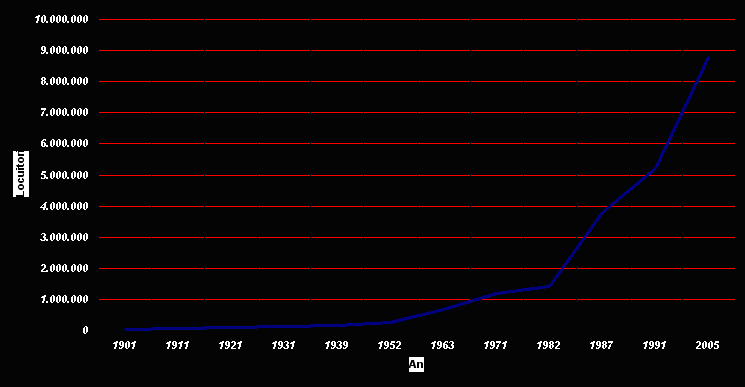
Dezvoltarea populației din Lagos

| an   | locuitori |
| ---- | --------- |
| 1901 | 37.000    |
| 1911 | 73.766    |
| 1921 | 99.690    |
| 1931 | 126.108   |
| 1939 | 158.500   |
| 1952 | 272.000   |

| an   | locuitori |
| ---- | --------- |
| 1963 | 665.000   |
| 1971 | 1.200.000 |
| 1982 | 1.404.000 |
| 1987 | 3.800.000 |
| 1991 | 5.195.247 |
| 2005 | 8.789.133 |

## Orașe înfrățite
- Atlanta, SUA
- București, România

## Personalități
- Hafsat Abiola, activist nigerian pentru drepturile omului și democratie
- Abubakar Tafawa Balewa, 1912-1966, prim-ministru al Nigeriei
- Florence Ekpo-Umoh, atletistă germană
- Buchi Emecheta, scriitoare nigeriană
- Akin Euba, compozitor nigerian
- Herbert Macaulay, politician nigerian
- Nojim Maiyegun (n. 1941), boxer nigerian, a obținut medalia de bronz la olimpicele din Tokio 1964
- Stephen Ayodele Makinwa, jucător de fotbal nigerian
- Omowunmi Sadik⁠(d) (n. 1964), om de știință;
- Obafemi Martins, jucător de fotbal nigerian
- Anthony Olubunmi Okogie, Arhiepiscop și Cardinal în Lagos
- Hakeem Olajuwon, jucător de basket nigerian-american;
- Agbani Darego (n. 1982), fotomodel, Miss World în 2001;
- Israel Adesanya (n. 1989), luptător de arte marțiale.